# Atentat na Abrahama Lincolna
14. aprila 1865 je Abrahama Lincolna, 16. predsednika Združenih držav Amerike, med obiskom predstave Naš ameriški bratranec v Fordovem gledališču v Washingtonu, D.C. ustrelil in smrtno ranil John Wilkes Booth Lincoln je bil zadet v tilnik in je zaradi poškodb umrl naslednji dan ob 7:22 zjutraj v Petersenovi hiši nasproti gledališča. Bil je prvi predsednik ZDA, ki je bil ubit v atentatu. Njegov pogreb je zaznamovalo dolgotrajno državno žalovanje.
Proti koncu ameriške državljanske vojne je bil Lincolnov atentat del večje politične zarote, s katero je Booth nameraval pomagati Konfederaciji z odstranitvijo treh najpomembnejših politikov zvezne vlade. Zarotnikoma Lewisu Powellu in Davidu Heroldu je bilo naročeno, naj ubijeta državnega sekretarja Williama H. Sewarda, George Atzerodt pa je bil zadolžen za umor podpredsednika Andrewa Johnsona.
Po Lincolnovi smrti je načrt propadel: Seward je bil le ranjen, Atzerodt pa se je napil namesto da bi ubil podpredsednika. Po dramatičnem začetnem pobegu je bil Booth ubit na koncu dvanajstdnevnega zasledovanja, ko so ga našli na kmetiji v Virginiji. Powell, Herold, Atzerodt in Mary Surratt so bili kasneje zaradi njihovega sodelovanja v zaroti obsojeni na smrtno kazen.